# La Gran Plaza Fashion Mall
La Gran Plaza Fashion Mall es un centro comercial de la Ciudad de Guadalajara, dedicado casi exclusivamente a la venta de productos de belleza, ropa y calzado, es uno de los más importantes y grandes de dicha ciudad, localizándose sobre la Avenida Vallarta. 
Abrió sus puertas desde 1995, convirtiéndose desde entonces en un centro comercial especialmente dedicado a la moda, con 9 millones de visitantes al año y 22mil m² de tiendas.

## Descripción
El centro comercial cuenta con tres plantas, en la primera planta se localizan varios almacenes de ropa así como un restaurante de comida italiana, en la segunda planta se encuentra una conocida tienda de ropa: Zara y varios locales de comida rápida y en la tercera planta un cine, un casino y un centro de videojuegos. A su vez estas tres plantas se subdividen en 18 zonas, nombradas de las letras A a la R (sin contar la Ñ).
El diseño del inmueble es circular con dos alas, formando una especie de cruz, es completamente techado y cuenta con estacionamiento y confortables muebles que adornan el decorado del recinto.
El centro comercial fue expandido, empezando el proyecto en el 2005 y dando lugar a la sección de la plaza conocida como La Gran Plaza Fashion Mall, esta nueva sección cuenta con tiendas de lujo asimismo con restaurantes, fue abierto al público a mediados del año 2007.
En su zona de Restaurantes, hay una gran variedad entre los que destacan por ejemplo Chili's y  Olive Garden entre otros.
Em Octubre del 2020  Arby´s abre nuevamente sus puertas en territorio mexicano, siendo La Gran plaza sede de este restaurante.